# Rubrouck
Rubrouck település Franciaországban, Nord megyében. Lakosainak száma 915 fő (2022. január 1.). Rubrouck Bollezeele, Volckerinckhove, Arnèke, Broxeele, Buysscheure, Noordpeene és Ochtezeele községekkel határos.

## Fekvése
Dunkerque-től délre, Saint-Omer-től északkeletre fekvő település.

## Története
A Rubrouck (Rübrück) nevét először 1104-ben említették az írásos forrásokban. A 13. századi Rubruck Rubruk Wilhellmus misszionárius, pápai követ, felfedező otthona, születési helye volt.

## Galéria

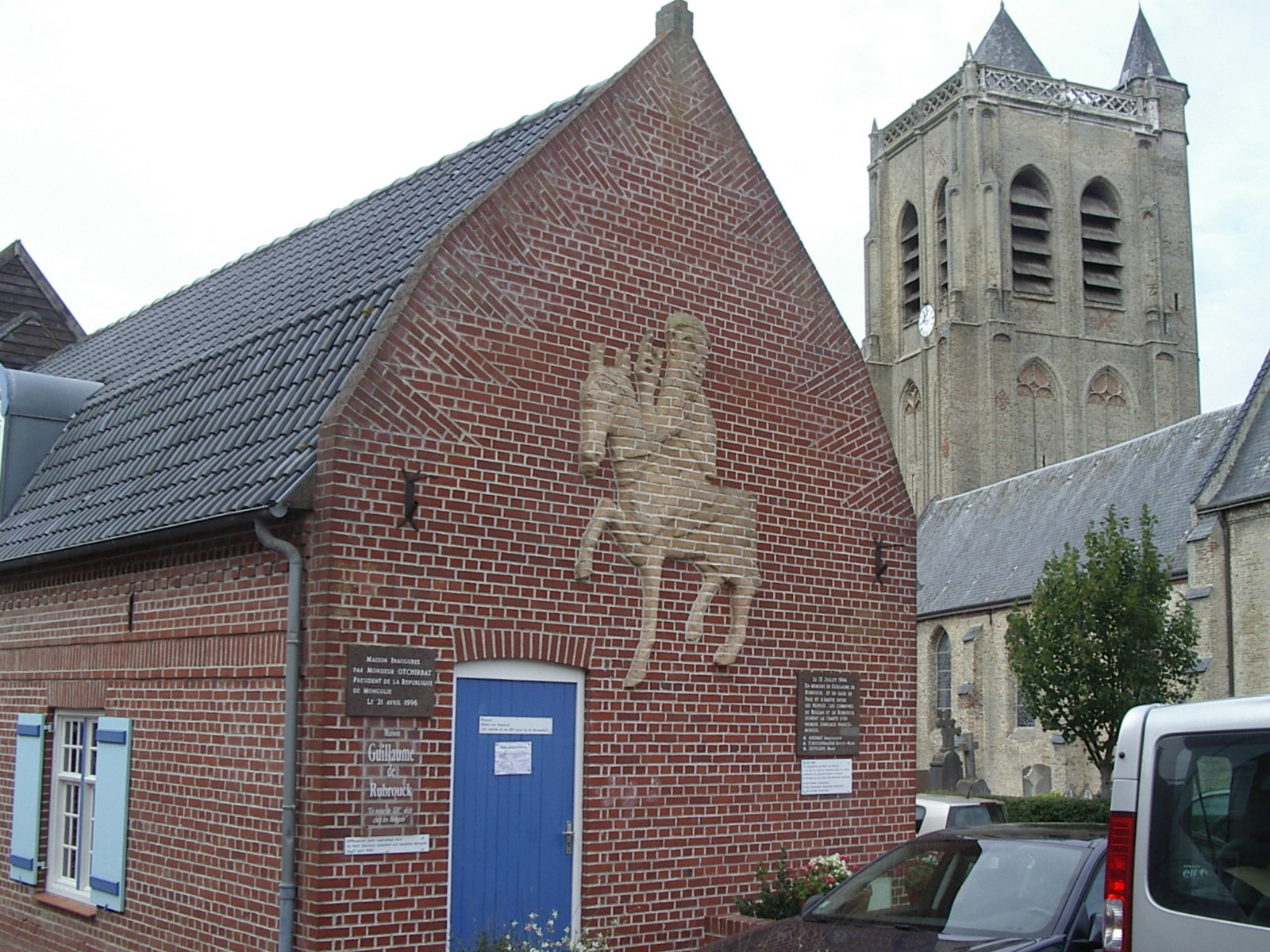
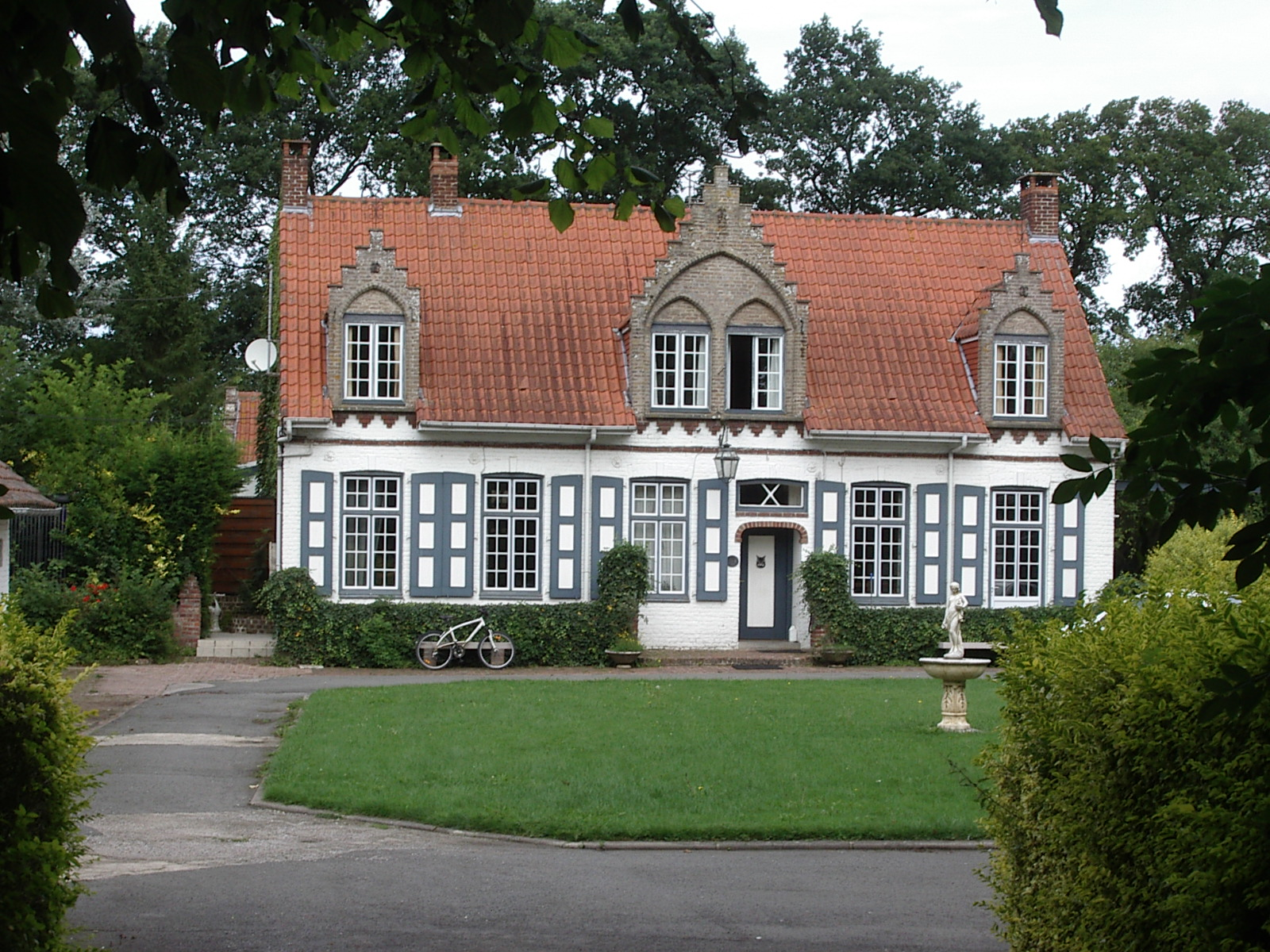
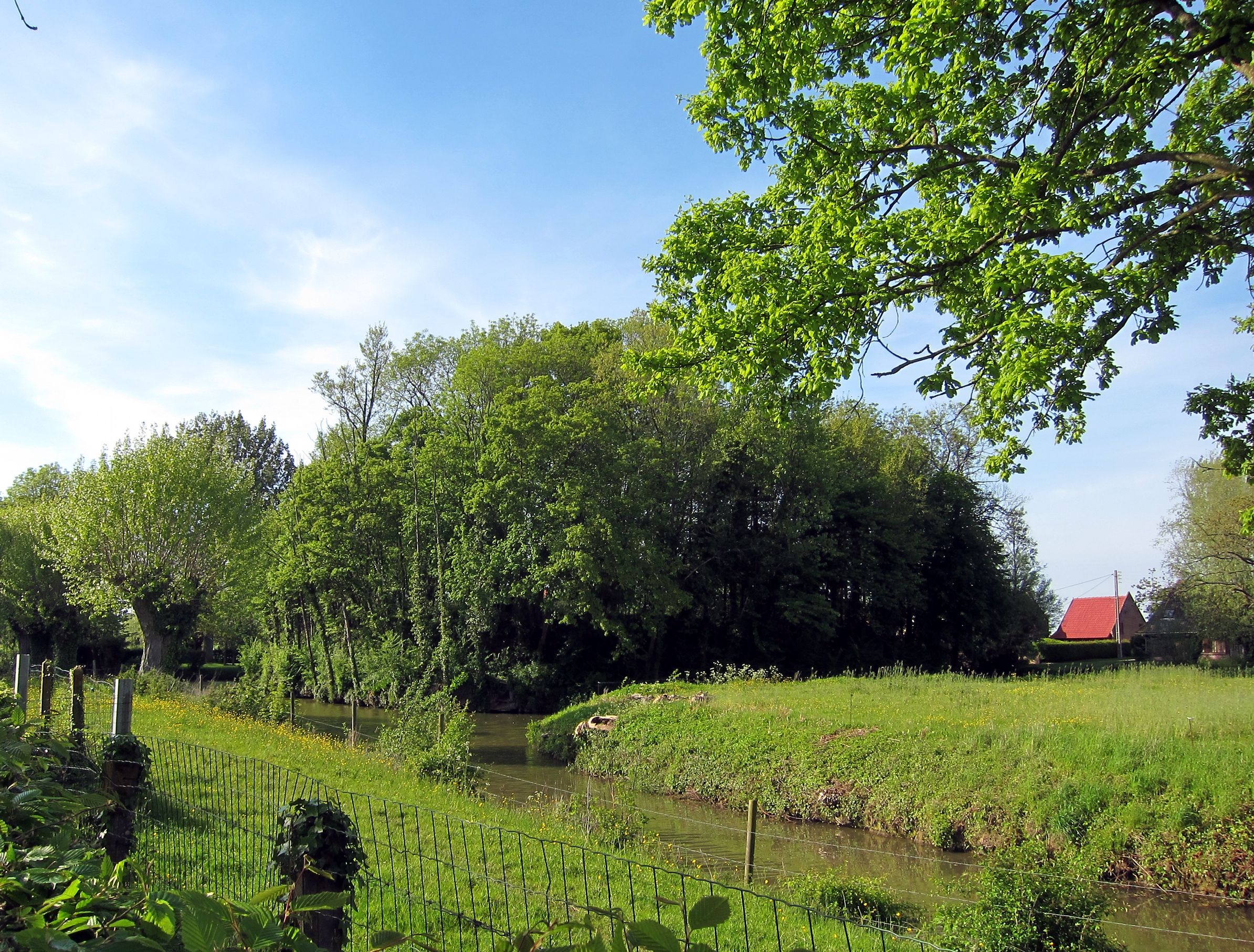
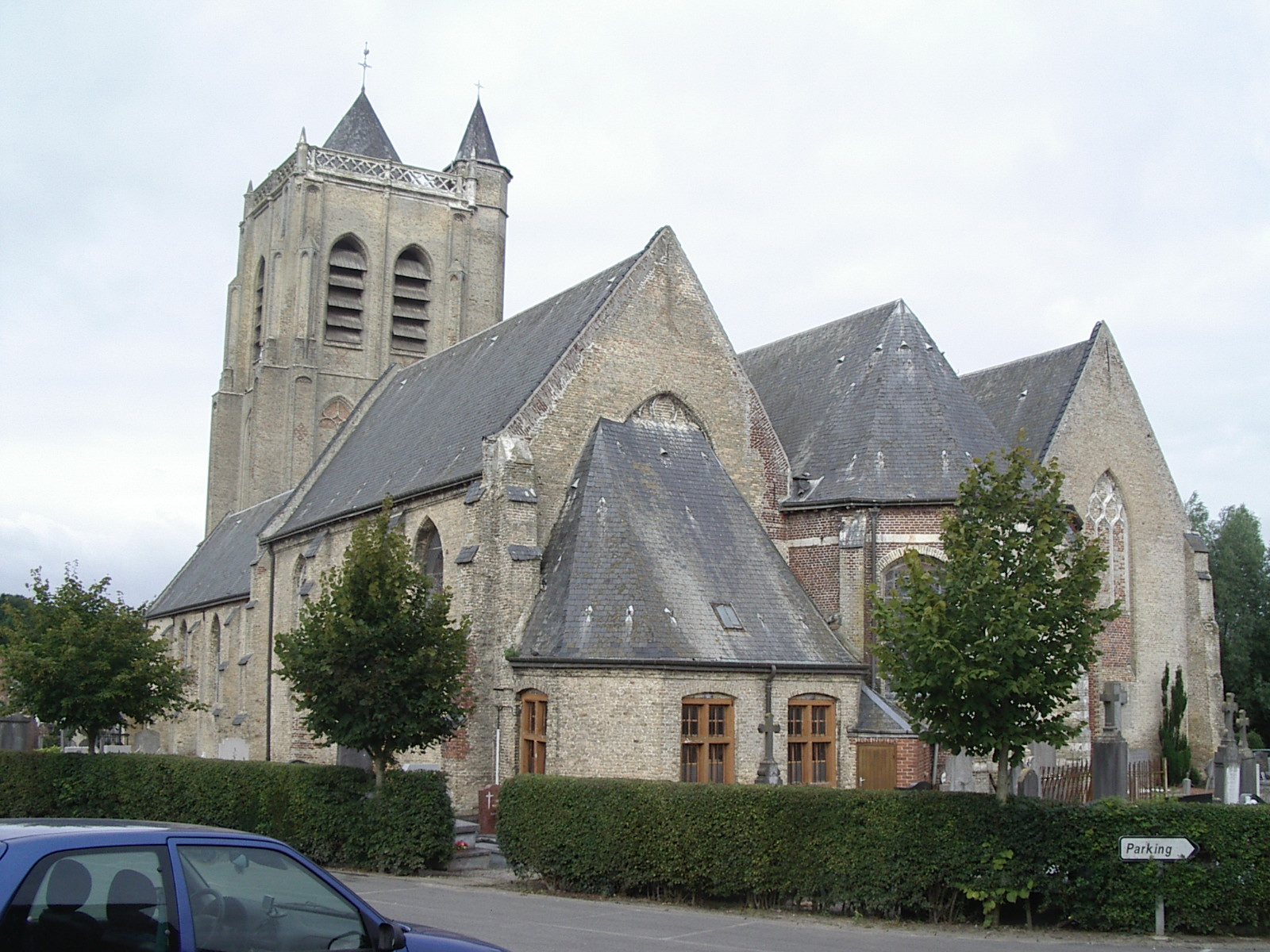
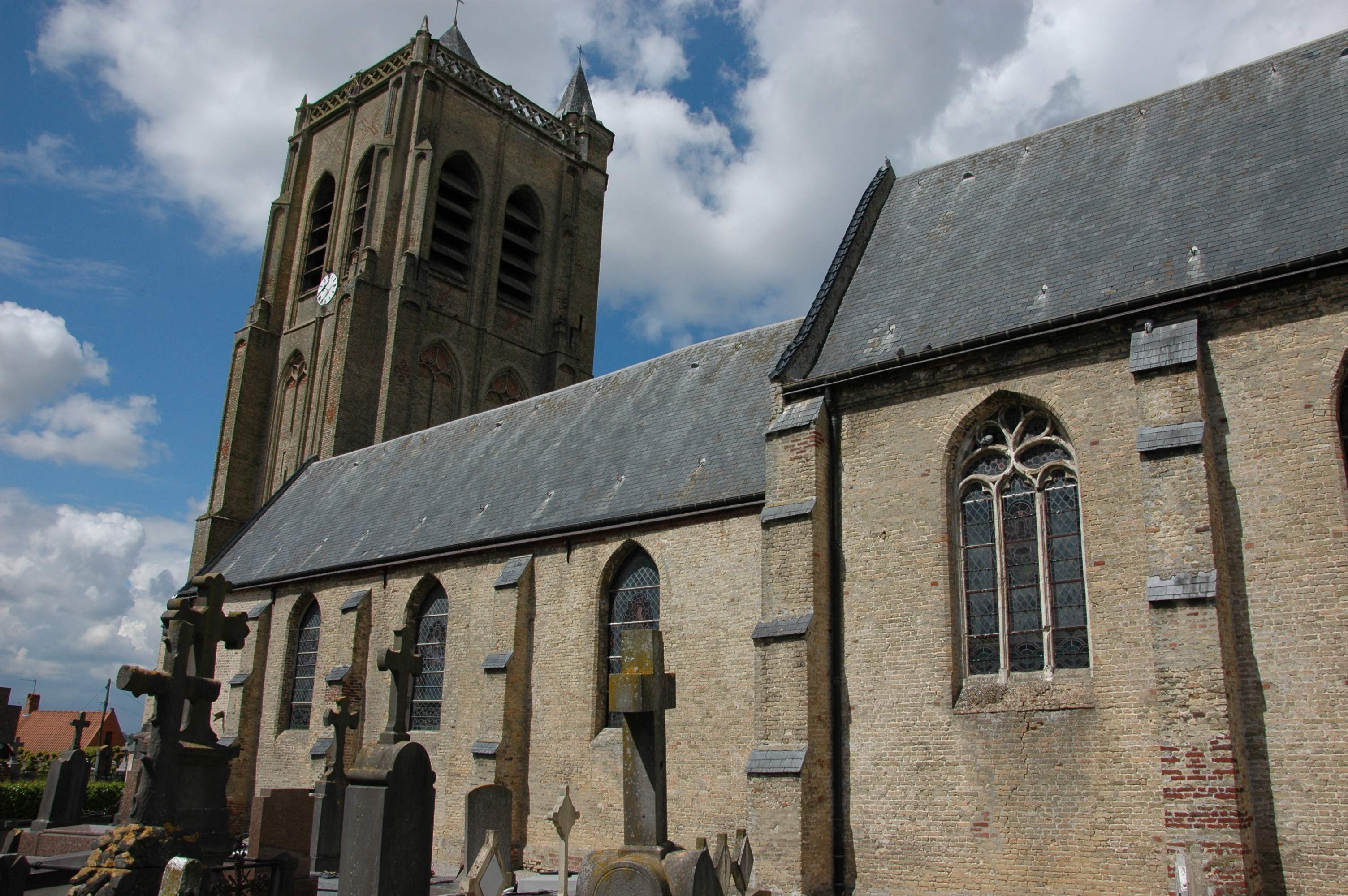
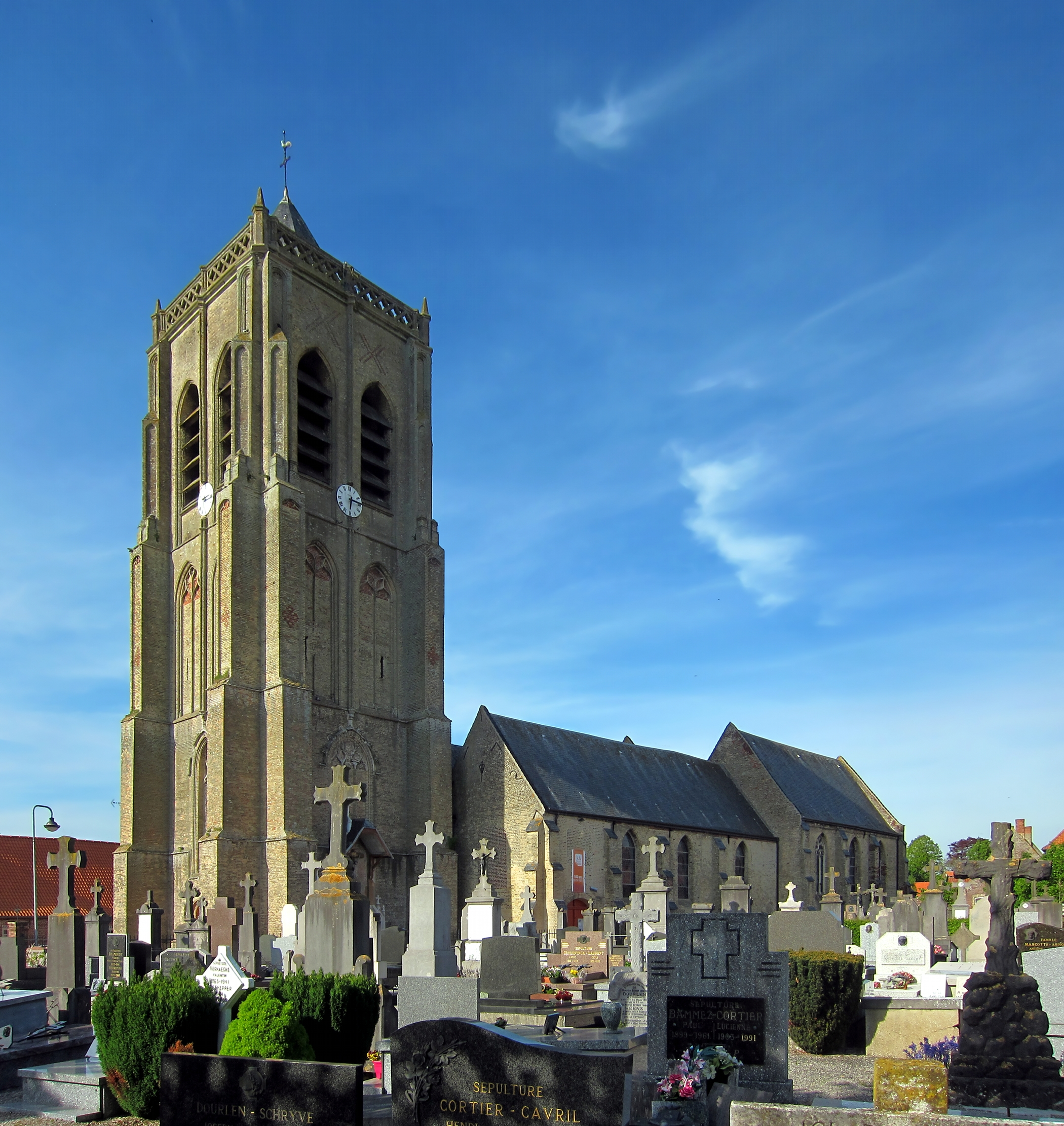

## Nevezetességek
- Saint-Sylvestre templom